# Jefferson (Oklahoma)
Jefferson – miasto w Stanach Zjednoczonych, w stanie Oklahoma, w hrabstwie Grant.